# Antedon mediterranea
Il giglio di mare mediterraneo (Antedon mediterranea)(Lamarck, 1816)) è un crinoide della famiglia degli Antedonidi, endemico del mar Mediterraneo.

## Descrizione
È un crinoide privo di peduncolo, che si ancora temporaneamente al substrato per mezzo di numerosi cirri mobili a forma di artiglio, articolati direttamente alla base del calice. Dal calice si dipartono una decina di braccia dall'aspetto piumoso, che formano una corona di 20–25 cm di diametro, di colorazione variabile dal bianco al rosso, dal giallo all'arancio.

## Biologia
Trascorrono la maggior parte del tempo ancorati al substrato, ma se disturbati sono in grado di sganciarsi e di spostarsi. Sono organismi lucifughi e pertanto si incontrano nelle zone ombreggiate e durante la notte.

### Alimentazione
Sono organismi filtratori passivi, che si nutrono di una varietà di protisti (diatomee e altre alghe unicellulari, foraminiferi), larve di invertebrati, piccoli crostacei e detriti organici.

### Riproduzione
Sono animali gonocorici, cioè a sessi separati. I gameti sono prodotti da pinnule specializzate situate alla base delle braccia, e la fecondazione è esterna. Le uova rimangono attaccate alle braccia sino alla schiusa.
Le larve sono planctoniche nella prima fase di sviluppo, nelle fasi successive si fissano al substrato per mezzo di un peduncolo. Al completamento dello sviluppo il peduncolo si spezza e i giovani adulti ridivengono mobili.

## Distribuzione e habitat
La specie è diffusa sui fondali del Mar Mediterraneo, dai 15 agli 80 metri di profondità.
Cresce su fondali rocciosi ricchi di alghe, fondali sabbiosi e praterie di Posidonia.